# Верельский мирный договор
Ве́рельский мирный договор или Ве́рельский мир 1790 года — договор, официально завершивший Русско-шведскую войну 1788—1790 годов. Подписан 3 (14) августа 1790 года на мызе Вя́ряля (в русских документах той эпохи использовалось написание Вереля; ныне деревня Вяряля в районе финского города Коувола (провинция Кюменлааксо) Российской империей с одной стороны, и Шведским королевством — с другой. От имени Российской империи договор подписал генерал-поручик, генерал-губернатор Симбирский и Уфимский барон Осип Андреевич Игельстром, от имени Шведского королевства — генерал-майор, обер-камеръюнкер, генерал-адъютант короля Густава III барон Густав Мориц Армфельт. Договор был признан бессрочным.

## Основные условия договора
- Отказ России от протектората над Швецией и вмешательства в её внутренние дела.
- Восстановление «вечного мира», подтверждение незыблемости постановлений Ништадского и Абоского мирных договоров[3], кроме протектората России над Швецией и защиты Россией конституционного строя в Швеции.
- Сохранение статус-кво и неизменности довоенных границ[3].
- Взаимное освобождение пленных[3].
- Установление правил взаимного салютования флотов в Балтийском море и в собственных портах.
- Подтверждение разрешения российского правительства о беспошлинных закупках Швецией в русских балтийских портах хлеба (зерна, муки) на 50 тысяч рублей и пеньки на 200 тысяч рублей ежегодно[3].

Густав III хотел поначалу получить часть русских земель в Финляндии, а также потребовать от Екатерины заключить мир с Турцией. По обоим пунктам Екатерина дала категорический отказ.

## Значение
Санкционирование его действий риксдагом 1789 года и победа шведов во втором Роченсальмском сражении дали возможность Густаву III сохранить престиж, начав переговоры о мире, и благополучно выйти из войны. Контрибуцию Россия не заплатила, но в рамках восстановления старой детской дружбы Екатерина предоставила Густаву огромную «сестринскую помощь» деньгами для финансирования войны Густава с Данией и Францией. Война не состоялась, так как Густав вскоре был убит. Главное значение Верельского мирного договора между двоюродными братом и сестрой — Густавом и Екатериной — заключалось в том, что Швеция отказалась от союза с Турцией, а Россия — от некоторых формулировок Ништадтского и Абоского трактатов, по которым Россия получала возможность вмешиваться во внутренние дела Швеции и защищать конституционный строй от абсолютизма. Начало французской революции научило Екатерину опасаться конституционного строя. Заключение договора явилось полной неожиданностью для союзников Швеции — Англии, Пруссии и Турции — и смешало все их планы. Вместо этого Англия и Пруссия оказались втянуты в намечаемую Густавом войну с Францией.